# رودي يانسن
رودي يانسن (بالهولندية: Rudy Jansen)‏ (2 يناير 1979 بأوترخت في هولندا - ) هو لاعب كرة قدم هولندي في مركز الدفاع. لعب مع بي إي سي زفوله ونادي أوترخت ونادي إكسلسيور ونادي كامبور وهيراكليس ألميلو وSV Spakenburg ‏.

## وصلات خارجية
- رودي يانسن على موقع قاعدة بيانات كرة القدم.إي يو (الإنجليزية)